# Constituția Macedoniei de Nord
Constituția Macedoniei de Nord este o constituție codificată care conține sistemul de guvernare și drepturile fundamentale ale Macedoniei de Nord. Acesta a fost adoptată în Parlamentul Republicii Macedonia de atunci la 17 noiembrie 1991.
În 2001, țara a adoptat modificări ale Constituției sale, prin care s-au consacrat 15 amendamente de bază și s-au acordat anumite drepturi populației etnice albaneze a țării, ca urmare a Acordului de la Ohrida stabilit în vederea soluționării Conflictului din Macedonia din acel an. Constituția din 1991, în afară de 2001, a mai fost amendată în 2005 și 2019 când s-a schimbat numele țării ca urmare a Acordului de la Prespa.

## Istorie
Actuala constituție a fost adoptată la 17 noiembrie 1991. Anterior au existat Constituția Republicii Populare Macedonia din 1946, Constituția Republicii Socialiste Macedonia din 1963, Constituția Republicii Socialiste Macedonia din 1974.
În 1974, Constituția Republicii Socialiste Federative Iugoslavia îl proclamă pe liderul mareșal iugoslav Iosif Broz Tito președinte pe viață. Această prevedere a fost eliminată în 1990-91, când statele succesoare ale Iugoslaviei și-au adoptat propriile constituții.

## Detalii politice
Constituția subliniază importanța egalității dintre toți cetățenii. În articolul unu, se precizează că „Republica Macedonia de Nord este un stat suveran, independent, democratic și social. Suveranitatea Republicii Macedonia de Nord este indivizibilă, inalienabilă și netransferabilă."  
Alte exemple de articole sunt cele care afirmă că Skopje este capitala țării și că alfabetul chirilic este alfabetul oficial al limbii macedonene (conform articolului 7).  
Alte secțiuni ale constituției privesc drepturile referitoare la libertățile și drepturile cetățenilor, idei privind organizarea guvernului și a sistemelor judiciare, instanța constituțională separată a Macedoniei de Nord. Există, de asemenea, secțiuni care detaliază drepturile administrației locale și relațiile internaționale.  
În total, constituția Macedonia de Nord are 134 de articole; de asemenea, are 32 de amendamente care au fost puse în aplicare.

## Vezi și
- Constituția Republicii Socialiste Federative Iugoslavia